# Arnošt Schaff
Arnošt Schaff, též Ernest Schaff byl františkán činný v českých zemích a české řádové provincii sv. Václava v druhé polovině 17. století. V letech 1665 až 1666 řídil olomoucký františkánský klášter sv. Bernardina jako jeho kvardián. Na provinční řádové kapitule v březnu 1669 v Praze v klášteře u P. Marie Sněžné byl jmenován českým provinčním definitorem - členem čtyřčlenného provinčního definitoria podílejícího se a vedení provincie. V roce 1672 pak byl kvardiánem kláštera v Kroměříži. 
Arnošt Schaff byl lektorem teologie na klášterních studiích františkánů v Praze u P. Marie Sněžné. Současně vyučoval teologii na pražském arcibiskupském semináři, jako v téže době další františkán – Antonín Brouček. Spolu s Broučkem se Schaff autorsky podílel na učebnici skotistické filozofie Domus Sapientiae : Doctoris Subtilis, Joannis Duns Scoti, zkráceně zvané Domus Sapientiae Scoti vytištěné v arcibiskupské tiskárně v Praze roku 1663.
Podle provinčního nekrologia českých františkánů měl jistý „Ernest Schaff, lektor a definitor“ zemřít 13. prosince 1785 v Brně. Mohlo jít o dalšího řeholníka shodného jména, spíše však se jedná o překlep či nesprávné čtení pramene.